# Gerhard Gruber (Musiker)

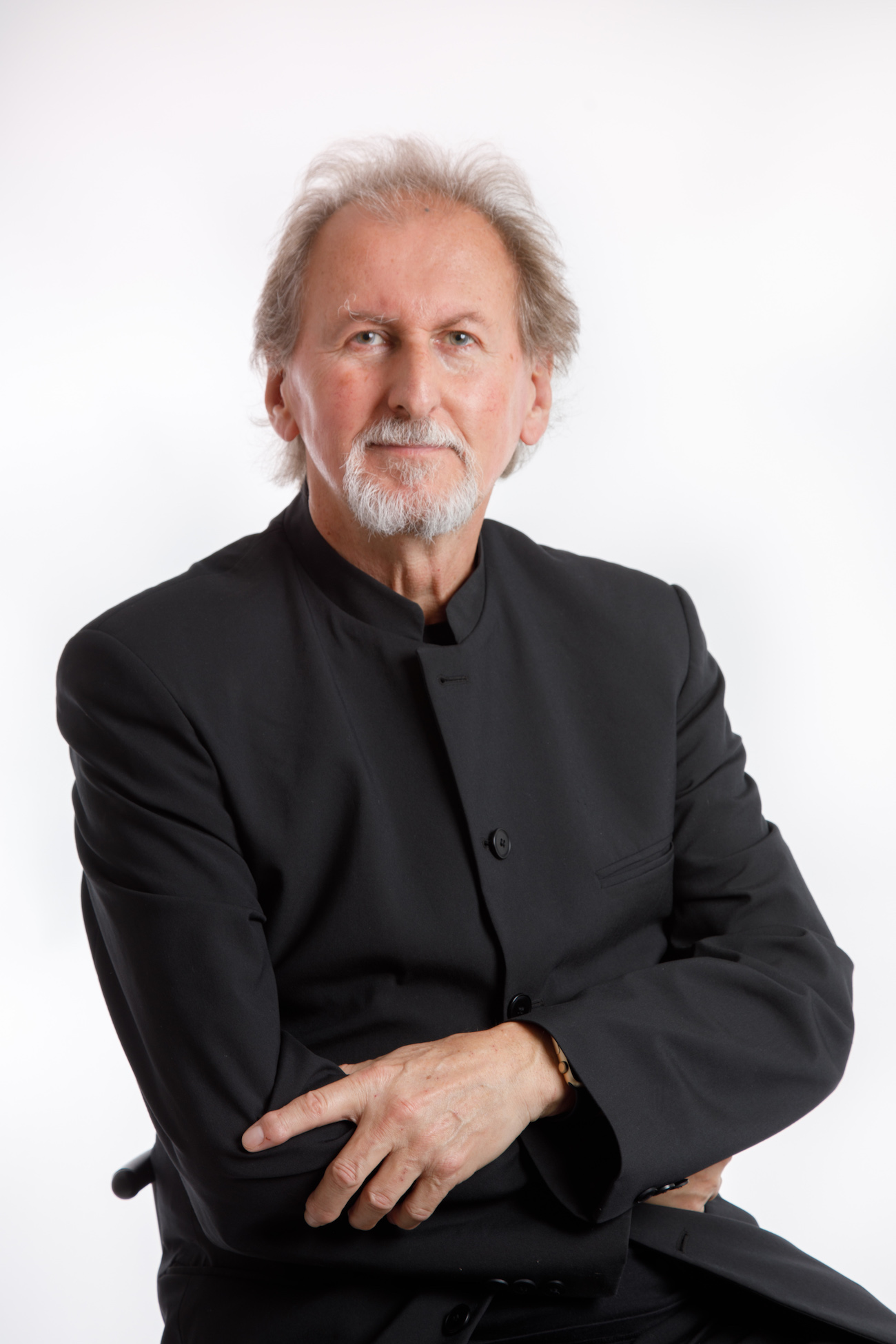
Gerhard Gruber (2019)

Gerhard Gruber (* 6. Mai 1951 in Aigen im Mühlkreis, Oberösterreich) ist ein österreichischer Stummfilmpianist. Gerhard Grubers Zugang zur Stummfilmbegleitung ist die Improvisation, die er als direkten und immer neuen Dialog mit dem Geschehen auf der Leinwand ansieht.

## Leben
Gerhard Gruber studierte von 1971 bis 1974 an der Musikhochschule Graz, Abteilung Jazz. Von 1974 bis 1987 war er Klavierlehrer und Mitglied verschiedener Jazzgruppen. Von 1983 bis 2011 war er Komponist für Theatermusik – so etwa für das Theater in der Josefstadt, das Volkstheater Wien, das Theater Gruppe 80 und das Theater der Jugend (Wien).
Seit 1988 ist Gerhard Gruber Stummfilmbegleiter am Klavier und hat bisher etwa 600 verschiedene Stummfilme begleitet. Er komponierte unter anderem die Musik zu den Filmen Die Stadt ohne Juden, Der Wiener Prater im Film, Speckbacher und Café Elektric.
Er hielt in Österreich vorwiegend Aufführungen in Wien im Filmarchiv Austria, Österreichisches Filmmuseum und im Breitenseer Lichtspiele. Seit 2006 zahlreiche Auftritte im Ausland (u. a. Mexiko, Krasnoyarsk, Madrid, Istanbul, Peking, Shanghai, Los Angeles, Washington, Mumbai, Delhi, Pune, Tokyo, Hobart, Auckland).

## Rezeption
Ilse Aichinger schrieb 2006: „Er macht jeden Film erst möglich und ihn zugleich unnötig. Wer seine Hände auf den beleuchteten Tasten sieht, kann es riskieren, selbst Chaplin zu vergessen, um seiner Erinnerung an ihn aufzuhelfen. Wer Gerhard Grubers Klavierspiel hört, ist wieder imstande, seinen Atemzügen zu trauen.“
Alexander Horwath, Direktor des Österreichischen Filmmuseums, charakterisierte Grubers Arbeit: „Stummfilmmusik im Sinne Grubers ist ... stets ein partnerschaftlicher Vorschlag; in einer Partnerschaft, die garantiert nie langweilig wird. Eine ‚offene Beziehung‘ samt innigem Vertrauensverhältnis.“

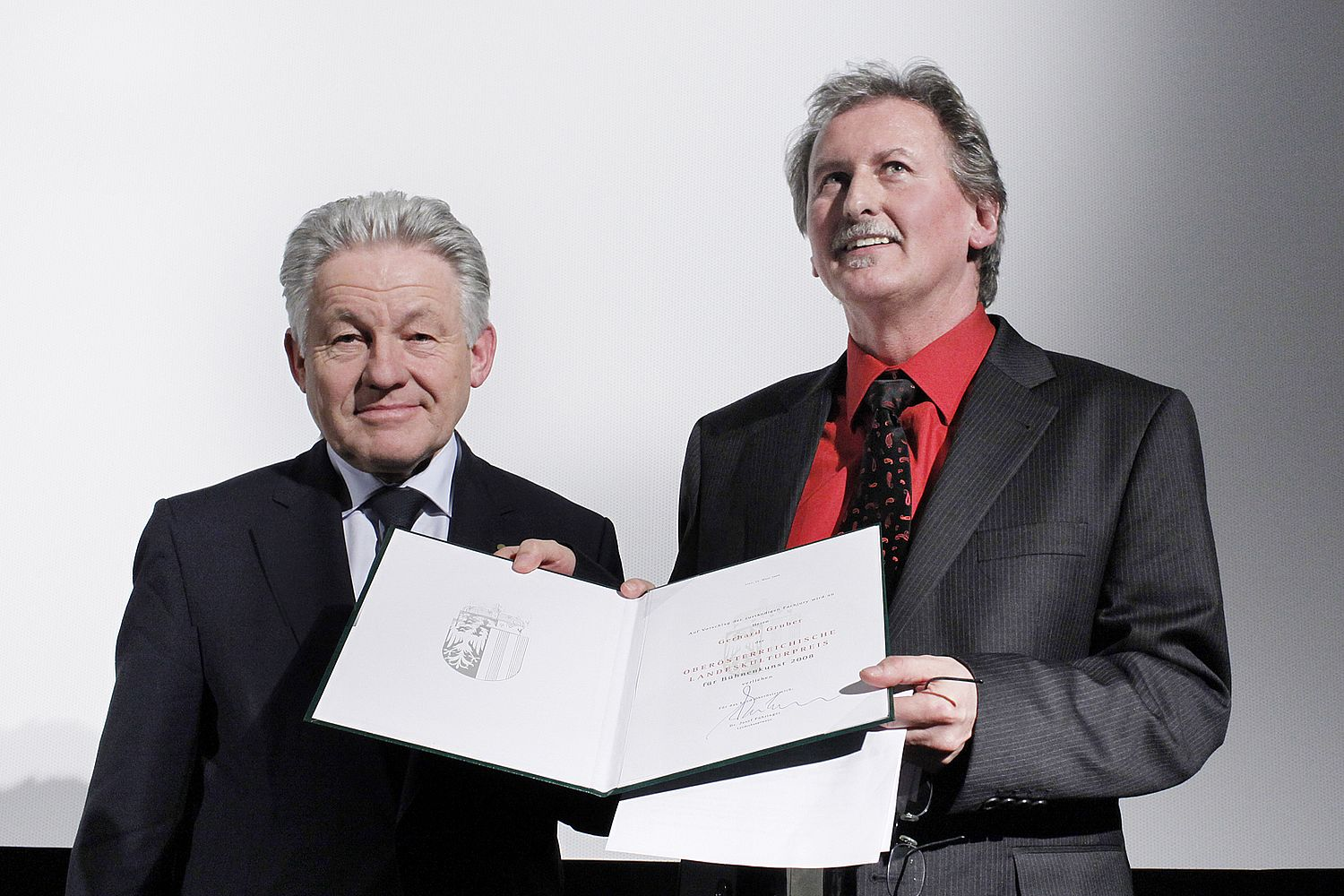
Verleihung des Großen Bühnenkunstpreises 2008 des Landes Oberösterreich durch Landeshauptmann Dr. Josef Pühringer an Gerhard Gruber am 25. März 2009

## Auszeichnungen
- 2006 Nestroy-Theaterpreis mit dem Projekttheater Vorarlberg: „How much, Schatzi?“
- 2008 Bühnenkunstpreis des Landes Oberösterreich

## Auswahl von begleiteten Filmen
- Metropolis
- Das Cabinet des Dr. Caligari
- Nanuk, der Eskimo
- Café Elektric
- Faust – eine deutsche Volkssage
- Die Büchse der Pandora
- Die freudlose Gasse
- Panzerkreuzer Potemkin
- Nosferatu, eine Symphonie des Grauens
- Die weiße Hölle vom Piz Palü
- Die Sklavenkönigin

## Spielorte (Auswahl)
| - Rom, Bukarest, Sfantu Gheorghe, Offenbach, Int.Filmtage Würzburg, DE-Tour 2025 - Canals Spanien, Ljubljana Slowenien - Bratislava, Beijing International Filmfestival, York University Toronto, Cinematheque Luxembourg, Kiew 2019 - Istanbul, Paris, Boston University, Washington, Mexico City, Madrid, Berlin 2018 - Toronto, York University 2019 - Kiew, Mute Nights Festival, Dovzhenko Center - Luxemburg, Cinemathéquè 2019 - Beijing Int. Film Festival 2019 - Madrid, Teatros del Canal 2018 - Mexiko-Stadt, Kulturforum 2018 - Washington Kulturforum 2018 - Boston, Boston University 2018 - Istanbul Kulturforum 2018 - Peking China Film Archive, Shanghai 2017 - Krasnoyarsk Sibirien 2017 - Bratislava Kulturforum 2017 ---------> - Paris, Fondation Jérôme Seydoux-Pathé 2017 - Hobart Silent Film Festival 2017, State Cinema - Ukraine Tour – Kiew, Odessa, Kharkiv 2016 - Mexiko-Stadt Cineteca, Querétaro 2016 - Filmoteca Valencia 2016 - Boston Jewish Film Festival 2016 - 3rd Students Film Festival of India, Pune 2015 - National Film Center Tokyo 2014 - Auckland University of Technology 2013 - State Cinema Hobart 2013 - 100th Anniversary - Murmansk Lenin (Schiff, 1959) – Musikaufnahmen 2013 - Los Angeles Jewish Film Festival 2012 - Los Angeles American Cinemateque / Aero Theatre 2012 - Pune-Mumbai / Indien Stummfilmreise 2012 | - Delhi-Pune-Goa / Indien Stummfilmreise 2011 - Motovun Film Festival 2007 - Breitenseer Lichtspiele Wien - Viennale - Österreichisches Filmmuseum - Gartenbaukino |